# Резолюция Совета Безопасности ООН 1120
Резолюция Совета Безопасности Организации Объединённых Наций 1120 (код — S/RES/1120), принятая 14 июля 1997 года, сославшись на предыдущие резолюции по Хорватии, включая 1023 (1995), 1025 (1995), 1037 (1996), 1043 (1996), 1069 (1996) и 1079 (1996), Совет продлил мандат Временного органа ООН для Восточной Славонии, Бараньи и Западного Срема (ВАООНВС) до 15 января 1998 года.
Хорватские регионы Восточная Славония, Баранья и Западный Сремий находились под управлением миссии ООН, UNTAES. По соглашению с местной сербской общиной в этих регионах безопасность всех граждан была приоритетом. Важно, чтобы правительство Хорватии позволило беженцам и перемещенным лицам безопасно вернуться домой. Вызывает обеспокоенность тот факт, что права человека в регионе, включая права этнических меньшинств, не соблюдаются, а также отсутствие сотрудничества с Международным уголовным трибуналом по бывшей Югославии. Совет также отметил пагубное влияние Закона об амнистии, поскольку он негативно сказался на доверии среди этнических общин Хорватии.
Действуя в соответствии с главой VII Устава ООН, Совет подтвердил важность, которую он придает полному выполнению сторонами всех соглашений, а также полному сотрудничеству с ООН и международными организациями. В то же время была подчеркнута важность соблюдения прав человека всех этнических групп, особенно в связи с тем, что Хорватия препятствует возвращению беженцев. Местным сербам в трех регионах напомнили о необходимости занять конструктивную позицию в отношении реинтеграции в остальную Хорватию. Было предложено устранить все неясности в Законе об амнистии и обеспечить его справедливое применение.
Совет Безопасности одобрил планы по реструктуризации ВАООНВС путем вывода военного компонента и передачи исполнительных полномочий. Совету было предложено сотрудничать с Силами по стабилизации, уполномоченными резолюцией 1088 (1996) в соседней Боснии и Герцеговине. Генеральному секретарю было поручено представить Совету к 6 октября 1997 года доклад об аспектах, связанных с реинтеграцией региона. Важно, чтобы эта территория была демилитаризована и был установлен либеральный пограничный режим. Наконец, хорватскому правительству было настоятельно рекомендовано начать программу национального примирения.